# Montignac (Żyronda)
Montignac – miejscowość i gmina we Francji, w regionie Nowa Akwitania, w departamencie Gironde.
Według danych na rok 1990 gminę zamieszkiwało 100 osób, a gęstość zaludnienia wynosiła 15 osób/km² (wśród 2290 gmin Akwitanii Montignac plasuje się na 1076. miejscu pod względem liczby ludności, natomiast pod względem powierzchni na miejscu 1305.).